# Róbert Mazáň
Róbert Mazáň (ur. 9 lutego 1994 w Trenczynie) – słowacki piłkarz występujący na pozycji obrońcy w bułgarskim klubie Hebyr Pazardżik  oraz w reprezentacji Słowacji. Wychowanek FK AS Trenčín, w swojej karierze reprezentował także barwy takich drużyn, jak AGOVV Apeldoorn, FK Senica, Podbeskidzie Bielsko-Biała oraz MŠK Žilina.
8 października 2017 roku zadebiutował w reprezentacji Słowacji w meczu przeciwko Malcie, zmieniając Tomáša Hubočana w 87. minucie spotkania.